# 베르트 실바

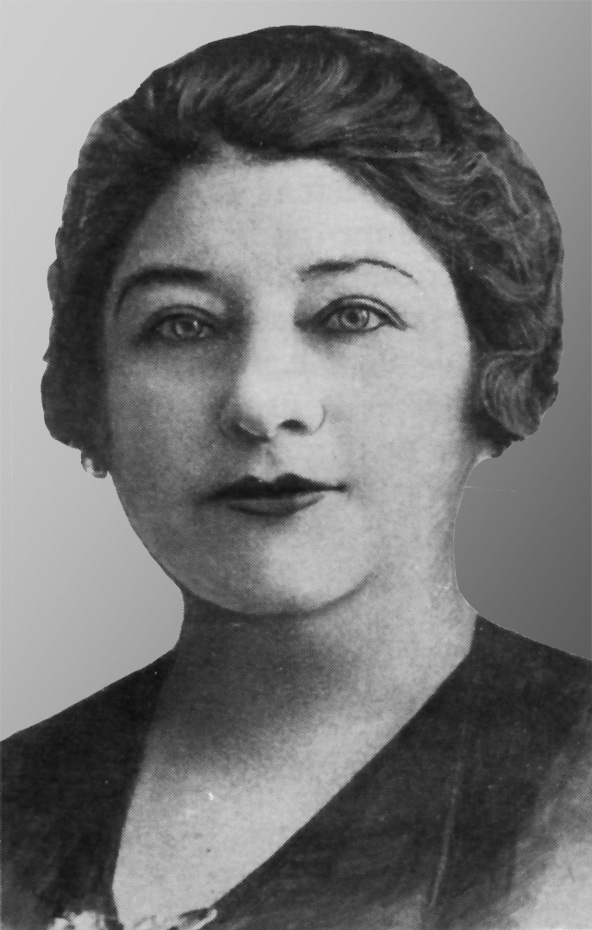
1925년

베르트 실바(Berthe Sylva, 1885년 2월 7일 ~ 1931년 5월 24일)는 제1차 및 제2차세계대전의 기간에 활약한 여성 가수이다.
본명은 베르트 파케(Berthe Faquet)로서, 브르타뉴의 상 블뤼유에서 태어났다. 어린 시절을 브레스트에서 보낸 그녀는, 가수가 되자 카바레에서 노래를 불렀으며, 1928년에 방송을 통하여 일약 대스타가 되었다. 레퍼토리는 1,000곡이 넘으며 약 450곡을 레코딩하였다.